# Svenskt Travderby
Svenskt Travderby är en årlig travtävling på Jägersro i Malmö. Finalen av Svenskt Travderby körs första söndagen i september varje år. Det är ett Grupp 1-lopp, det vill säga ett lopp av högsta internationella klass.
Fyraåriga, svenskfödda varmblodiga travhästar kan delta. Kvalet till finalen görs cirka en vecka före via försöksheat, där de tolv travare som kommer på första- respektive andraplats i varje heat går vidare till finalen. Distansen är 2 640 meter med autostart. Den vinnande kusken samt hästens ägare, tränare och uppfödare får traditionsenligt en gul derbykavaj i vinnarcirkeln. Många klassiska travare såsom Gay Noon, Ina Scot, Queen L., From Above, Victory Tilly, Commander Crowe, Maharajah och Readly Express har vunnit detta prestigefyllda lopp.

## Historik
Den första upplagan av Svenskt Travderby kördes år 1928 på Jägersro och vinnare var den danska hingsten Ibrahim Pascha som kördes av den danske kusken Sophus Sörensen. Även 1929 års vinnare kom från Danmark, men från och med 1930 är loppet öppet endast för svenskfödda hästar.
Fram till och med 1982 års upplaga kördes loppet med en distans som varierade mellan 3 000 och 3 200 meter. Autostart infördes år 1960 (se även efter tabellen nedan).
Fram till och med år 1933 kördes loppet på Jägersro. Under åren 1934–1953 alternerade loppet mellan Jägersro och Solvalla och perioden 1954–1965 var även Åbytravet en av tre banor. År 1966 permanentades det nuvarande systemet där Svenskt Travderby (och Derbystoet) körs på Jägersro, medan Svenskt Travkriterium och Svenskt Trav-Oaks varje år körs på Solvalla.

## Framstående vinnare
Bland mer framstående vinnare kan nämnas Gay Noon, Big Spender, Ina Scot, From Above, Remington Crown, Queen L., Grain, Atom Knight, Jet Ribb, Express Gaxe, Victory Tilly, Conny Nobell, Commander Crowe, Maharajah, Mosaique Face och Readly Express.
Till hästar som har vunnit både Svenskt Travderby och Elitloppet hör Victory Tilly, From Above och Conny Nobell. Till hästar som vunnit både Svenskt Travderby och Prix d'Amérique hör Readly Express, Maharajah, Ina Scot och Queen L. Victory Tilly är den vinnare som hittills (2018) har varit vinstrikast under sin fortsatta karriär, med 37,7 miljoner kronor insprunget på 101 starter.
Loppets löpningsrekord är 1.11,7 och sattes av Calgary Games, körd av Jorma Kontio, i finalen av 2021 års upplaga.

## Övrigt
- År 1994 utkämpade Zenit F. och Zoogin en hård duell om segern, som vanns av Zenit F. Medan Zenit F. därefter inte noterade några nämnvärda framgångar blev Zoogin en storstjärna.
- År 1928 var 1:a pris i loppet 3 500 kr.
- Ingen kvinnlig kusk har hittills vunnit travderbyt.
- Åren 1928–1954 kördes loppet över distansen 3 000 m. Därefter varierade distansen mellan 3 000 och 3 200 m t.o.m. 1982.
- Åren 1928–1959, 1962, 1969 och 1970 kördes loppet med voltstart.

## Segrare Svenskt Travderby
| År   | Häst               | Kusk                  | Tränare             | Tid    | Odds  | Tvåa                | Trea                |
| ---- | ------------------ | --------------------- | ------------------- | ------ | ----- | ------------------- | ------------------- |
| 2024 | Fame and Glory     | Björn Goop            | Timo Nurmos         | 1.12,3 | 1,53  | Epic Kronos         | Global Etalon       |
| 2023 | Joviality          | Erik Adielsson        | Sabine Kagebrant    | 1.12,1 | 4,52  | Barack Face         | Love Keeper         |
| 2022 | Francesco Zet      | Örjan Kihlström       | Daniel Redén        | 1.12,0 | 1,57  | Lulius Boko         | Edibear             |
| 2021 | Calgary Games      | Jorma Kontio          | Timo Nurmos         | 1.11,7 | 2,54  | Önas Prince         | San Moteur          |
| 2020 | Hail Mary          | Robert Bergh          | Robert Bergh        | 1.12,9 | 4,99  | Don Fanucci Zet     | Aetos Kronos        |
| 2019 | Attraversiamo      | Erik Adielsson        | Svante Båth         | 1.12,6 | 5,82  | Ferrari Sisu        | Alone               |
| 2018 | Who's Who          | Örjan Kihlström       | Pasi Aikio          | 1.12,0 | 1,77  | Chianti             | Son of God          |
| 2017 | Cyber Lane         | Johan Untersteiner    | Johan Untersteiner  | 1.12,3 | 8,61  | Monark Newmen       | Global Trustworthy  |
| 2016 | Readly Express     | Jorma Kontio          | Timo Nurmos         | 1.12,7 | 1,35  | Heavy Sound         | Day or Night In     |
| 2015 | Conlight Ås        | Erik Adielsson        | Svante Båth         | 1.13,6 | 4,28  | Västerbo Eclair     | Flex Lane           |
| 2014 | Poochai            | Örjan Kihlström       | Svante Båth         | 1.12,3 | 9,64  | Ivar Sånna          | Västerbo Fantast    |
| 2013 | Mosaique Face      | Lutfi Kolgjini        | Lutfi Kolgjini      | 1.12,4 | 16,40 | Porthos Amok        | Increased Workload  |
| 2012 | Pato               | Peter Ingves          | Petri Puro          | 1.12,8 | 3,35  | Panne de Moteur     | Perfectly Enough    |
| 2011 | Beau Mec           | Torbjörn Jansson      | Timo Nurmos         | 1.13,6 | 11,12 | Deuxieme Picsous    | Aga Khan Boko       |
| 2010 | Joke Face          | Erik Adielsson        | Lutfi Kolgjini      | 1.13,6 | 4,77  | Zorro Photo         | Never Again         |
| 2009 | Maharajah          | Örjan Kihlström       | Stefan Hultman      | 1.12,8 | 2,08  | Marshland           | Knockout Rose       |
| 2008 | Sahara Dynamite    | Jorma Kontio          | Timo Nurmos         | 1.13,6 | 1,93  | Wellino Boko        | Lie Detector        |
| 2007 | Commander Crowe    | Johnny Takter         | Petri Puro          | 1.14,2 | 2,36  | Simb Chaplin        | Bowling Inferno     |
| 2006 | Colombian Necktie  | Thomas Uhrberg        | Roger Walmann       | 1.14,7 | 21,98 | Jocose              | S.J.'s Photocopy    |
| 2005 | Conny Nobell       | Björn Goop            | Björn Goop          | 1.14,7 | 2,64  | Crown Kemp          | Order By Fax        |
| 2004 | Gazza Degato       | Tom Horpestad         | Tom Horpestad       | 1.14,1 | 14,55 | Giant Diablo        | Spring Ray          |
| 2003 | Tsar d'Inverne     | Robert Bergh          | Robert Bergh        | 1.14,4 | 4,56  | Naglo               | Ebbes Arnie L.J.    |
| 2002 | From Above         | Örjan Kihlström       | Stefan Hultman      | 1.14,9 | 2,67  | Gigant Neo          | O'Malley Hornline   |
| 2001 | Hilda Zonett       | Robert Bergh          | Robert Bergh        | 1.15,2 | 3,14  | Skogans Joker       | Digger Crown        |
| 2000 | S:t Göran          | Stig H Johansson      | Stig H Johansson    | 1.15,1 | 5,82  | Dexter Frontline    | Com Karat           |
| 1999 | Victory Tilly      | Stig H Johansson      | Stig H Johansson    | 1.14,9 | 1,64  | Gidde Palema        | Lucky Po            |
| 1998 | Jolly Rocket       | Per Lennartsson       | Per Lennartsson     | 1.14,2 | 2,33  | Kasper Tim          | Blue Laday          |
| 1997 | Remington Crown    | Robert Bergh          | Robert Bergh        | 1.15,9 | 6,14  | Mr Quickstep        | Jet Hornline        |
| 1996 | Drewgi             | Åke Svanstedt         | Åke Svanstedt       | 1.16,2 | 3,47  | Cooltrain           | Sacrifice           |
| 1995 | Good as Gold       | Mats Rånlund          | Mats Rånlund        | 1.17,6 | 12,10 | Mr Lavec            | Castor Café         |
| 1994 | Zenit F.           | Tommy Zackrisson      | Tommy Zackrisson    | 1.15,3 | 5,35  | Zoogin              | Sky Channel         |
| 1993 | Ina Scot           | Kjell P. Dahlström    | Kjell P. Dahlström  | 1.14,9 | 1,38  | Bolets Igor         | Golden Sunset       |
| 1992 | Utini              | Erik Berglöf          | Erik Berglöf        | 1.16,2 | 23,09 | Activity            | Noble Tilly         |
| 1991 | Sans Rival         | Erik Berglöf          | Erik Berglöf        | 1.16,1 | 22,23 | Carina Crown        | First Sid           |
| 1990 | Queen L.           | Stig H Johansson      | Stig H Johansson    | 1.16,7 | 3,57  | Bix Bay             | Delvin Håleryd      |
| 1989 | Frej Nalan         | Jim Frick             | Jim Frick           | 1.16,0 | 20,01 | Atas Fighter L.     | Sentinel            |
| 1988 | Gaston Pride       | Per-Olof Pettersson   | Per-Olof Pettersson | 1.16,4 | 6,41  | Beach Comber        | Atas Rocket         |
| 1987 | Atom Knight        | Anders Lindqvist      | Anders Lindqvist    | 1.15,6 | 15,95 | Ewing Turf          | Tom Crown           |
| 1986 | Jet Ribb           | Per-Erik Eriksson     | Hans G Eriksson     | 1.16,8 | 3,59  | Intact              | Casanova Fri        |
| 1985 | Big Spender        | Berth Johansson       | Berth Johansson     | 1.16,7 | 1,81  | Mack the Knife      | Tangens             |
| 1984 | Big Star           | Stig H Johansson      | Stig H Johansson    | 1.16,4 | 2,47  | Pay The Bill        | Pay Nibs            |
| 1983 | Micko Fripé        | Bo W. Takter          | Bo W. Takter        | 1.18,0 | 2,56  | Baron Bunter        | Solo Hagen          |
| 1982 | Rex Håleryd        | Stig H Johansson      | Stig H Johansson    | 1.19,5 | 3,72  | Dansör Tilly        | Diamant Gelj        |
| 1981 | Nino Blazing       | Stig H Nilsson        | Björn Lindblom      | 1.19,7 | 10,64 | Ekevoque            | Hot Line            |
| 1980 | Mustard            | Sören Nordin          | Sören Nordin        | 1.18,9 | 1,35  | Prophet Ribb        | Pay Me Prophet      |
| 1979 | May Björn          | Sven-Gunnar Andersson | Alf Lindholm        | 1.20,4 | 28,19 | Active Bowler       | Janbro Fläkt        |
| 1978 | Spinoon            | Olle Lindqvist        | Olle Lindqvist      | 1.20,4 | 4,41  | Speedy Kim          | Tabrage             |
| 1977 | Express Gaxe       | Gunnar Axelryd        | Gunnar Axelryd      | 1.19,7 | 1,87  | Ego Wayraid         | Zorrino             |
| 1976 | Cal Min            | Olle Lindqvist        | Olle Lindqvist      | 1.20,9 | 4,69  | Ickx                | Quick Label         |
| 1975 | Opal H.            | Gunnar Nordin         | Gunnar Nordin       | 1.20,2 | 1,79  | Giant Quality       | Karl H              |
| 1974 | Grain              | Stig H. Johansson     | Stig H. Johansson   | 1.20,5 | 2,08  | Gallini             | Buntic              |
| 1973 | Pom Chips          | Sören Nordin          | Sören Nordin        | 1.21,0 | 6,51  | Felix Ri            | Pelle J:r           |
| 1972 | Ocos               | Sören Nordin          | Sören Nordin        | 1.20,9 | 1,60  | Elle                | Idé Sund            |
| 1971 | Najo               | Rune Johansson        | Rune Johansson      | 1.22,2 | 5,05  | Lady Ego            | Nicolas             |
| 1970 | Segerstorp Comet   | Stig H. Johansson     | Stig H. Johansson   | 1.22,8 | 74,36 | Iwanowitsch         | Harper Arrow        |
| 1969 | Galint             | Sören Nordin          | Sören Nordin        | 1.22,2 | 1,98  | Silvio              | Daniel              |
| 1968 | Björn              | Birger Bengtsson      | Birger Bengtsson    | 1.22,5 | 5,40  | Rikitikitavi        | Snapphanen          |
| 1967 | Guy Nibs           | Karl-Gösta Fylking    | Håkan Wallner       | 1.22,9 | 4,40  | Observer            | Gay W               |
| 1966 | Blixt              | Bruno Svensson        | Bruno Svensson      | 1.22,9 | 5,64  | Nut Brown           | Ipse                |
| 1965 | Gavin              | Gösta Nordin          | Gösta Nordin        | 1.23,0 | 2,71  | Mariner             | Gay Hard            |
| 1964 | Pecka Trickson     | Gunnar Nordin         | Gunnar Nordin       | 1.23,5 | 1,70  | Cap Nibs            | Anastasius          |
| 1963 | Sailor             | Gunnar Nordin         | Gunnar Nordin       | 1.23,9 | 21,82 | Frances Nibs        | Gay Gal             |
| 1962 | Julienne           | Sören Nordin          | Sören Nordin        | 1.26,2 | 1,32  | Metro Star          | Princess Cleo       |
| 1961 | Stepdaughter       | Uno Swed              | Uno Swed            | 1,21.5 | 4,18  | Amit H              | Harper Boy          |
| 1960 | Clementz           | Sören Nordin          | Sören Nordin        | 1.24,3 | 1,89  | Rulle Rapson        | Harlekin            |
| 1959 | Locomite           | Gunnar Nordin         | Gunnar Nordin       | 1,22.4 | 1,35  | Jarl Fortuna        | Lord Rollo          |
| 1958 | Ilotar             | Sören Nordin          | Sören Nordin        | 1.23,4 | 13,42 | Major Day           | Inspiration         |
| 1957 | Willburn           | Gunnar Nordin         | Gunnar Nordin       | 1.25,9 | 3,69  | Teddy               | Negresko            |
| 1956 | Architector        | Gunnar Nordin         | Gunnar Nordin       | 1.23,1 | 13,45 | Prince Lad          | Gibs Bulwark        |
| 1955 | Smaragd            | Sören Nordin          | Sören Nordin        | 1.24,9 | 1,75  | Rappson             | Fixie               |
| 1954 | Codex              | Sören Nordin          | Sören Nordin        | 1.23,4 | 1,24  | Elsa Bulwark        | Anatole Scott       |
| 1953 | Gay Noon           | Gunnar Nordin         | Gunnar Nordin       | 1,23.0 | 1,51  | Speedy              | Prince Mc Kinney    |
| 1952 | Lola Will          | Gunnar Nordin         | Gunnar Nordin       | 1.23,7 | 3,08  | Carné               | Louise Bulwark      |
| 1951 | Madame Song        | Sören Nordin          | Sören Nordin        | 1.25,5 | 1,50  | Grand Prix          | Jago                |
| 1950 | Isa Will           | Olof Persson          | Olof Persson        | 1.26,3 | 32,42 | Löjtnant Scott      | Princess Brodda     |
| 1949 | Presidenten        | Folke Bengtsson       | Folke Bengtsson     | 1.24,1 | 2,24  | Indigo              | Frances Bulwark     |
| 1948 | King Brodde        | Ture Persson          | Ture Persson        | 1.27,5 | 1,39  | Ivan                | Judit Scott         |
| 1947 | Belle Day          | Sören Nordin          | Sören Nordin        | 1.24,5 | 7,55  | Iran Scott          | Klenod              |
| 1946 | Miss Scovere       | Gösta Nordin          | Gösta Nordin        | 1.27,1 | 5,66  | Castleton           | Victory             |
| 1945 | Hetty              | Gösta Nordin          | Gösta Nordin        | 1.23,7 | 11,72 | Balett              | Justus              |
| 1944 | Fänrik Scott       | Carl A. Schoug        | Carl A. Schoug      | 1.26,8 | 1,38  | Hollyrood C.        | Silver Prince       |
| 1943 | Lime Abbey         | Gunnar Nordin         | Gunnar Nordin       | 1.24,9 | 1,77  | Mr Vat              | Ellatrix            |
| 1942 | Etawah Asa         | Hans Ringström        | Hans Ringström      | 1.26,3 | 1,79  | Walter Top          | Minister            |
| 1941 | Giant Killer       | Gösta Nordin          | Gösta Nordin        | 1.27,0 | 2,26  | Scotty              | Peter Rutherford    |
| 1940 | Golden Wedding     | Sixten Lundgren       | Sixten Lundgren     | 1.26,1 | 1,84  | Homefolks           | Columbia            |
| 1939 | Queen Nedworthy    | Ragnar Thorngren      | Ragnar Thorngren    | 1.25,6 | 6,01  | Fashion             | Lindberij           |
| 1938 | Respekt            | Hugo Andersson        | Hugo Andersson      | 1.26,4 | 5,03  | Mary Louise         | Ehrenwilma          |
| 1937 | Rosenella          | Gösta Nordin          | Gösta Nordin        | 1.30,2 | 2,83  | Signhild            | Bellworthy          |
| 1936 | Sassa Hanover      | Fritz Mahler          | Fritz Mahler        | 1.28,6 | 1,60  | Kickan              | Bella Vienna        |
| 1935 | Princess Hollyrood | Oscar Persson         | Oscar Persson       | 1.30,8 | 14,10 | Carmen              | The Senator Indiana |
| 1934 | Etta June          | Gotthard Ericsson     | Gotthard Ericsson   | 1.32,0 | 1,38  | Don Pedro           | Maria Halle         |
| 1933 | Lorry              | Theodor Bilcik        | Sixten Lundgren     | 1.29,6 | 1,77  | Prince the Preacher | Red King            |
| 1932 | Fakir              | Sixten Lundgren       | Sixten Lundgren     | 1.34,3 | 2,40  | Blå Bird            | Ivar Blå            |
| 1931 | Peter Spjuver      | Anton Fyhr            | Anton Fyhr          | 1.36,7 | 1,14  | Elbe                | Monaco              |
| 1930 | Petersdotter       | Anton Fyhr            | Anton Fyhr          | 1.40,7 | 2,91  | Ruter Dam           | Lady Worthy         |
| 1929 | Karina S           | Sophus Sörensen       | Sophus Sörensen     | 1.41,6 | 1,34  | Kentia Wheeler      | Kaba                |
| 1928 | Ibrahim Pascha     | Sophus Sörensen       | Sophus Sörensen     | 1.30,9 | 1,59  | Joko Worthy         | Johnny Finance      |